# Еремеев, Сергей Сергеевич
Сергей Сергеевич Еремеев (род. 29 августа 1943) — советский и российский актёр театра и кино, артист Малого театра, народный артист Российской Федерации (2001).

## Биография
Родился 29 августа 1943 года. 
Во время учебы в ГИТИСе с дебютировал в роли Ивана в спектакле Малого театра по пьесе Виктора Розова «Перед ужином».
После окончания учёбы в 1964 году Сергей Еремеев работал в Севастопольском Русском драматическом театре им. А. В. Луначарского, затем в московском Театре юного зрителя. В 1968 году он был приглашён в Малый театр.
В Малом театре исполнял Поль Хлестакова в комедии Н. В. Гоголя «Ревизор». Среди других творческих работ артиста – Сеня («Растеряева улица» Г. Успенского), Загорецкий и Репетилов («Горе от ума» А .С. Грибоедова), Маслобоев («Униженные и оскорблённые» Ф. М. Достоевского), Жеронт («Плутни Скапена» Ж. Б. Мольера), Простаков («Недоросль» Д. И. Фонвизина), Аркадий Счастливцев («Лес» А. Н. Островского) и другие. 
В последние годы Сергей Сергеевич продолжает карьеру в Малом театре, активно исполняя новые роли.

## Награды и звания
- Орден Почёта (4 октября 2019 года) — за большой вклад в развитие отечественной культуры и искусства, многолетнюю плодотворную деятельность[2].
- Орден Дружбы (3 сентября 2006 года) — за большой вклад в развитие отечественного театрального искусства и многолетнюю плодотворную деятельность[3].
- Народный артист Российской Федерации (7 мая 2001 года) — за большие заслуги в области искусства[4].
- Заслуженный артист Российской Федерации (18 февраля 1994 года) — за заслуги в области театрального искусства[5].